# Anastatus splendens
Anastatus splendens är en stekelart som beskrevs av Nikol'skaya 1952. Anastatus splendens ingår i släktet Anastatus och familjen hoppglanssteklar.
Artens utbredningsområde är:
- Azerbajdzjan.
- Tadzjikistan.
- Kroatien.

Inga underarter finns listade i Catalogue of Life.